# Meczet Huaisheng
Meczet Huaisheng (chiń. upr. 怀圣寺; chiń. trad. 懷聖寺; pinyin Huáishèng sì lub 光塔寺; Guāngtǎ sì) – meczet znajdujący się w Kantonie w Chinach, będący jedną z najstarszych tego typu budowli w Państwie Środka.
Tradycja islamska budowę meczetu przypisuje wujowi Mahometa, Sad ibn Abi Wakkasowi, który według legendy w latach 30. VII wieku przybył do Chin jako misjonarz. Uważa się jednak, iż zbudowany on został w rzeczywistości w późniejszym okresie panowania Tangów lub dopiero za dynastii Song. Przebudowywano go dwukrotnie - za panowania dynastii Yuan w 1350 roku i ponownie po pożarze za panowania cesarza Kangxi w 1695 roku.

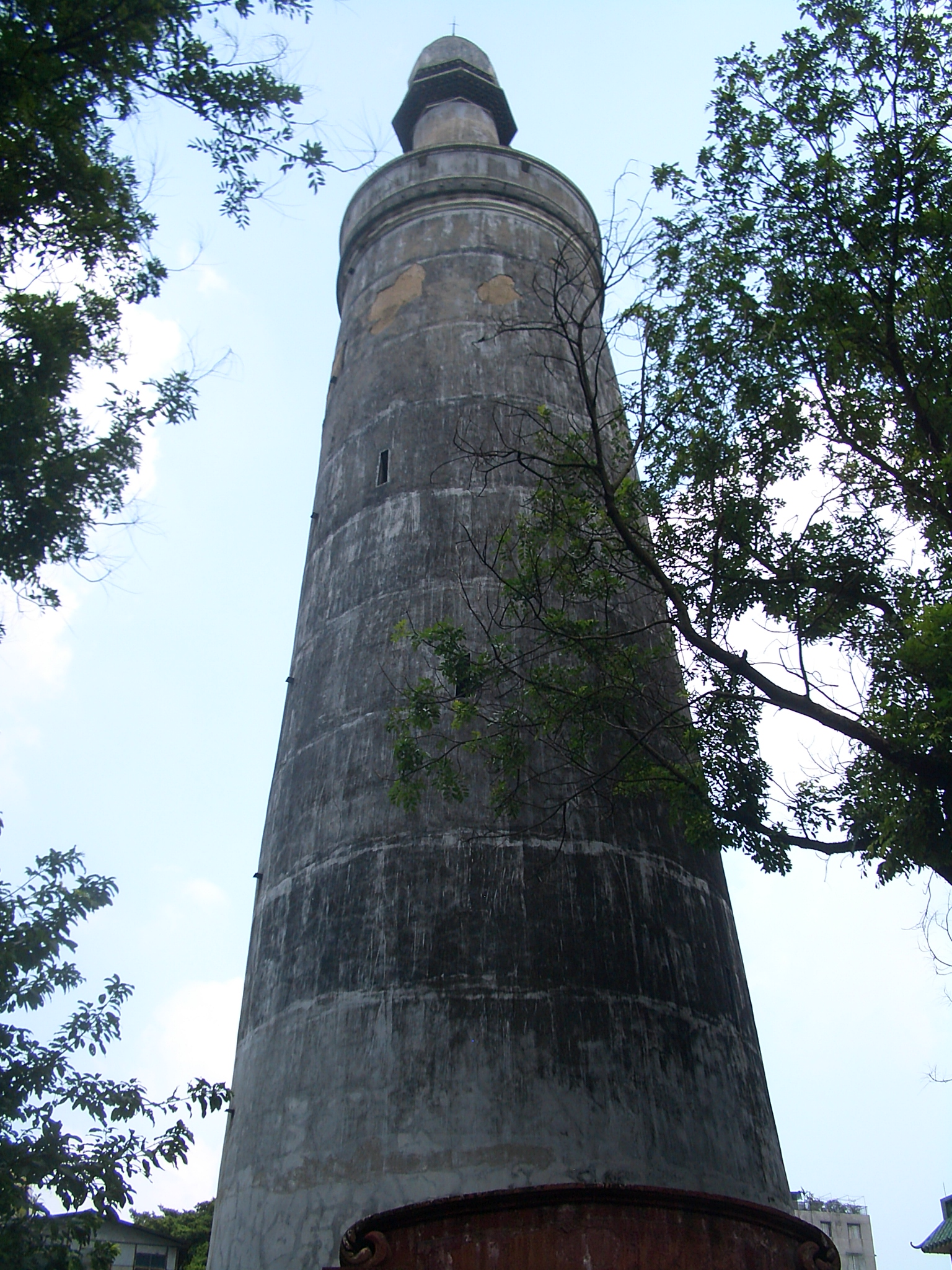
Minaret meczetu Huaisheng

Teren meczetu obejmuje powierzchnię 2966 m². Zgodnie z chińskimi zasadami urbanistycznymi ulokowano go wzdłuż osi północ-południe, wokół której znajduje się kilka budynków wzniesionych w stylu chińskim. Meczet posiada także minaret, w przeciwieństwie do pozostałych budynków wzniesiony w stylu arabskim. Mierząca 35,75 m wysokości budowla pełniła w przeszłości funkcję stawy/latarni morskiej dla statków poruszających się po Rzece Perłowej.